# فهرست شهرهای ویژه کره شمالی
شهرهای ویژه یکی از تقسیمات اداری سطح اول در کرهٔ شمالی هستند که عبارتند از پیونگ‌یانگ، راسون، نامپو، و که‌سونگ.
این شهرهای سطح اول، وضعیتی برابر با استان‌های کرهٔ شمالی دارند.

## فهرست شهرهای ویژه
| نام       | هانگول     | هانجا      | نوع                 | ISO 3166-2:KP | جمعیت     | مساحت (km²) | تراکم (/km²) | مرکز        | استانی که از آن جدا شده‌اند | سال جدایی |
| --------- | ---------- | ---------- | ------------------- | ------------- | --------- | ----------- | ------------ | ----------- | -------------------------- | --------- |
| پیونگ‌یانگ | 평양직할시 | 平壤直轄市 | شهر تابع مستیم دولت | KP-۰۱         | ۳٬۲۵۵٬۳۸۸ | ۳٬۱۹۴       | ۱٬۰۱۹        | چونگ-گویوک  | استان پیونگان جنوبی        | ۱۹۴۶      |
| راسون     | 라선특별시 | 羅先特別市 | شهر ویژه            | KP-۱۳         | ۲۰۵٬۰۰۰   | 746         | ۲۷۵          | راجین-گویوک | استان هامگیونگ شمالی       | ۲۰۱۰      |
| نامپو     | 남포특별시 | 南浦特別市 | شهر ویژه            | KP-??         | ۳۶۶٬۸۱۵   | ۸۲۹         | ۴۴۲          | Waudo-guyok | استان پیونگان جنوبی        | ۲۰۱۱      |
| که‌سونگ    | 개성특별시 | 開城特別市 | شهر ویژه            | KP-??         | ۳۰۸٬۴۴۰   | ۱٬۳۰۹       | ۲۳۵          |             | استان هوانگهه شمالی        | ۲۰۱۹      |

## فهرست شهرهای ویژهٔ سابق
| نام تقسیم اداری | هانگول | هانجا  | استانی که به آن ملحق شده‌اند | سال‌های موجودیت       |
| --------------- | ------ | ------ | --------------------------- | -------------------- |
| چونگجین         | 청진시 | 淸津市 | استان هامگیونگ شمالی        | ۱۹۶۰–۱۹۶۷، ۱۹۷۷–۱۹۸۵ |
| هامهونگ         | 함흥시 | 咸興市 | استان هامگیونگ جنوبی        | ۱۹۶۰–۱۹۶۷            |

## مطالعهٔ بیش‌تر
- Dormels, Rainer. North Korea's Cities: Industrial facilities, internal structures and typification. Jimoondang, 2014. ISBN 978-89-6297-167-5